# Guainía (departement)
Guainía is een departement in het oosten van Colombia aan de grens met Venezuela en Brazilië. Het departement heeft een oppervlakte van 72.238 km² en wordt bewoond door 35.230 mensen (2005). De hoofdstad van het departement is Puerto Inírida, een andere noemenswaardige stad is Puerto Colombia. 

## Bestuurlijke indeling
Het departement bestaat uit één gemeente en acht corregimientos.
| Gemeente        | Inwoners |
| --------------- | -------- |
| Inírida         | 10.891   |
| District        | -        |
| Barranco Minas  | 1.262    |
| Cacahual        | 1.662    |
| La Guadalupe    | 326      |
| Mapiripana      | 2.958    |
| Morichal        | 776      |
| Pana Pana       | 2.388    |
| Puerto Colombia | 1.043    |
| San Felipe      | 2.189    |

| Detailkaart |
| ----------- |
|             |